# 刚边壮族乡
刚边壮族乡是中华人民共和国贵州省黔东南苗族侗族自治州从江县下辖的一个民族乡。

## 行政区划
刚边壮族乡下辖以下村级行政区划单位：
良田村、刚边村、三联村、平正村、银平村、高麻村、九星村、加么村和加扒村。

## 中国传统村落
2013年8月，刚边村、银平村被评为第二批中国传统村落。